# Shonke Mon-thi

Gipsbyst av Shonke Mon-thi (Shon-ke-ma-lo), ur Etnografiska museets samlingar.

Shonke Mon-thi (även Shon-ke-ma-lo, Shunkahmolah eller Shon-ge-mon-in), var en andlig och politisk ledare tillhörande osage-stammen och Gentle Sky-klanen. Han fick namnet Shonke Mon-thi (Walking Dog) för sin enastående förmåga att springa långa sträckor och bära meddelanden mellan osage-hövdingar.

## Biografi
Shonke Mon-thi hjälpte Francis La Flesche (1857–1932), tillhörande omaha-stammen och antropolog på Smithsonian Institution, att dokumentera osage-stammens religiösa riter. Han ingick i den osage-delegation som 1904 kom till Washington, D.C. för att förhandla om land- och mineralrättigheter för sitt folk. I samband med besöket fick han en inbjudan från National Museum of Natural History (NMNH), en del av Smithsonian Institution, om att bli porträtterad och få en avgjutning (mask) i gips gjord av sitt ansikte. Fotografierna och gipsavgjutningarna samlades in av museets antropologiska avdelning. Den amerikanske konstnären och skulptören Frank Lemon (1867–1943) använde dem 1904 för att tillverka en polykrom gipsbyst som samma år ställdes ut på Världsutställningen i Saint Louis  (Louisiana Purchase Exposition). En gipskopia av denna byst, som 1914 inköptes från Smithsonian Institution av Carl Vilhelm Hartman, finns idag i samlingarna på Etnografiska museet i Stockholm.
Den Los Angeles-baserade konceptkonstnären Ken Gonzales-Day fotograferade 2014 Frank Lemons byst av Shonke Mon-thi. Fotografiet är idag permanent utställt på National Portrait Gallery i Washington, D.C., en del av Smithsonian Institution.
Shonke Mon-thi konverterade tidigt till peyotismen (Native American Church), en synkretistisk religiös rörelse officiellt stiftad 1918 i Oklahoma.
Som ung man fick han ryktbarhet som krigare vid anfallet mot Sydstatsarmén i Kansas 1863. Vid sin död 1919 var han en av endast tre då levande män som erhållit samtliga tretton o-don (war honors) och kunde därmed agera wa-don'-be (guardian), en nyckelposition vid Gentle Sky-klanens initieringsriter.